# Washington Square - L'ereditiera
Washington Square - L'ereditiera (Washington Square)  è un film del 1997 diretto da Agnieszka Holland e tratto dal romanzo Piazza Washington scritto dell'autore statunitense Henry James nel 1880.
Il sottotitolo dell'edizione italiana fa riferimento al titolo dell'omonimo film del 1949 diretto da William Wyler.

## Trama
New York, metà del XIX secolo. Il ricco dottor Austin Sloper vive in una splendida casa in Washington Square ed è vedovo di una moglie morta dando alla luce la figlia Catherine. La bimba cresce grassoccia, goffa e priva di particolari qualità, dolce, ma cara ed affezionata al padre che la ricambia con ben poca stima quando non addirittura avversione: egli rimpiange il figlio morto prima della nascita di Catherine e la sua ancora amata moglie, della cui morte incolpa la ragazza.
A curarsi della ragazza è la vivace ed anziana zia Lavinia Penniman, che tira su una giovane estremamente timorosa ed insicura nonostante i suoi tentativi d'inserirla in società; quando Catherine raggiunge l'età da marito ha praticamente un solo pregio, ovvero il grande patrimonio del padre a cui si aggiunge la rendita annua della madre di $10 000. Al garden party per il fidanzamento della cugina Marian Almond, Catherine incontra l'affascinante e squattrinato giovane Morris Townsend, che è attratto dalla ragazza con di lei grande stupore. Il dottor Sloper osteggia la relazione amorosa che col tempo si instaura fra i due giovani poiché teme che Townsend sia interessato a Catherine solo per i suoi soldi, ma la zia Lavinia ama questo genere di rapporto da romanzo d'appendice e foraggia il loro rapporto aiutandoli ad incontrarsi.
Quando Catherine e Morris decidono di sposarsi, il dottor Sloper la prende male e minaccia di diseredare la figlia se gli preferirà il ragazzo: la questione venale non interessa Catherine, ma il fare un torto all'amato padre invece sì, e quindi è dilaniata dal dissidio. Il padre la porta quindi con sé in Europa per un grand tour nella speranza che col tempo dimentichi il giovane, ma quando si accorge che il viaggio non sta sortendo lo scopo la rimprovera con tale palese disprezzo che la ragazza, profondamente ferita, finalmente realizza quello che deve fare: abbandonare il padre e la casa paterna per andare con Townsend. Tornata a New York, Catherine è più decisa che mai a sposarsi, ma quando spiega a Morris la granitica posizione del padre e che quindi dovranno vivere senza i suoi soldi, egli molla la ragazza rivelandole infine che il suo piano era proprio sposarla per la dote.
Passa qualche anno e Catherine è ancora zitella nonostante le offerte di matrimonio di uomini molto più anziani di lei. Un giorno il padre si ammala e lei lo cura con affetto nonostante egli non abbia mai smentito il suo disprezzo per lei, poiché è sicuro che la ragazza covi ancora dei sentimenti per Townsend: le chiede di giurare di non sposarlo mai, ma lei non può assicurarglielo con certezza. Quando infine il dottore muore, alla lettura del suo testamento si apprende che, in un ultimo atto di disprezzo verso la negazione della sua volontà, egli ha lasciato tutto il suo ingente patrimonio di $300 000 in beneficenza accordando alla figlia solo la casa, costringendola così a vivere unicamente con la rendita materna; Catherine accoglie favorevolmente persino quest'ultimo schiaffo morale del padre e continua a vivere senza sposarsi, trasformando la grande casa vuota in un asilo. Passa del tempo e torna a bussare alla sua porta Morris: la zia Lavinia lo accoglie con gioia, ma Catherine è ancora ferita dal suo comportamento falso e, benché non covi rancore, non è interessata a riallacciare il loro rapporto e lo manda via, restando sola a pensare ai giorni felici passati con lui.

## Riconoscimenti
- 1948 - Premio Chlotrudis
  - Miglior attrice non protagonista a Maggie Smith